# 毛扆
毛扆（1640年—1713年），字斧季，江苏常熟人。清朝藏书家。
毛晋之幼子。崇祯十三年（1640年）生，娶陆贻典之女為妻，精於小學。曾校订毛晋所编《诗词杂俎》，又与陆贻典在汲古阁同校《金荃集》。家中汲古閣有抄書工匠200餘人，何焯十分推崇他。晚年貧病交迫，鬻販善本500餘種，為此，他编撰《汲古阁秘本书目》，以記載售书清单。康熙五十二年（1713年）卒。编有《汲古阁秘本书目》。